# Modulación por desplazamiento de amplitud
La modulación por desplazamiento de amplitud, en inglés Amplitude-shift keying (ASK), es una forma de modulación en la cual se representan los datos digitales como variaciones de amplitud de la onda portadora en función de los datos a enviar.
La amplitud de una señal portadora analógica varía conforme a la corriente de bit (modulando la señal), manteniendo la frecuencia y la fase constante. El nivel de amplitud puede ser usado para representar los valores binarios 0 y 1. Podemos pensar en la señal portadora como un interruptor ON/OFF. En la señal modulada, el valor lógico 0 es representado por la ausencia de una portadora, así que da ON/OFF la operación de pulsación y de ahí el nombre dado.
Como la modulación AM, ASK es también lineal y sensible al ruido atmosférico, distorsiones, condiciones de propagación en rutas diferentes en la PSTN, entre otros factores. Esto requiere una amplitud de banda excesiva y es por lo tanto un gasto de energía. Tanto los procesos de modulación ASK como los procesos de demodulación son relativamente baratos. La técnica ASK también es usada comúnmente para transmitir datos digitales sobre la fibra óptica. Para los transmisores LED, el valor binario 1 es representado por un pulso corto de luz y el valor binario 0 por la ausencia de luz. Los transmisores de láser normalmente tienen una corriente "de tendencia" fija que hace que el dispositivo emita un nivel bajo de luz. Este nivel bajo representa el valor 0, mientras una onda luminosa de amplitud más alta representa el valor binario 1.

## Codificación
La forma más simple y común de ASK funciona como un interruptor que apaga/enciende la portadora, de tal forma que la presencia de portadora indica un 1 binario y su ausencia un 0. Este tipo de modulación por desplazamiento on-off es el utilizado para la transmisión de código Morse por radiofrecuencia, siendo conocido el método como operación en onda continua.
Para ilustrar mejor el tema del interruptor en el modulado ASK se puede ilustrar de la siguiente manera:
- Señal coseno de amplitud = 0 por lo que en este estado se encontrará en estado 0
- Señal coseno de amplitud = 1 por lo que en este estado se encontrará en estado 1

Entendiendo que coseno es un periodo completo.
Otros procedimientos más sofisticados de codificación operan sobre la base de utilizar distintos niveles de amplitud, de forma que cada nivel representa un grupo de datos determinado. Por ejemplo, un esquema de codificación que utilice cuatro niveles puede representar dos bits con cada cambio de amplitud; uno con ocho niveles puede representar tres bits y así sucesivamente. Esta forma de operación requiere una alta relación señal/ruido en el medio de transmisión para una correcta recuperación de la información en recepción, por cuanto gran parte de la señal es transmitida a baja potencia.
La anotación que se usa es la siguiente: 
- ht(t) es la señal portadora para la transmisión
- hc(t) es el impulso de respuesta del canal
- n(t) es el ruido introducido en el canal
- hr(t) es el filtro en el receptor
- L es el número de niveles usados para la transmisión
- Ts es el tiempo que transcurre entre la generación de dos símbolos

Los símbolos diferentes son representados con tensiones diferentes. Si el máximo valor permitido para la tensión es A, entonces todos los valores posibles están en la gama [-A, A] y ellos se obtienen de la siguiente forma:
{\displaystyle v_{i}={\frac {2A}{L-1}}i-A;\quad i=0,1,\dots ,L-1}
Si han de ser enviados {\displaystyle L} símbolos diferentes, para su transmisión serán necesarios {\displaystyle L} niveles de amplitud. Si la amplitud máxima de la portadora es {\displaystyle A} (con una amplitud pico a pico de {\displaystyle 2A}), poniendo los símbolos a la misma distancia unos de otros, esta distancia será:
{\displaystyle \Delta ={\frac {2A}{L-1}}}
Los símbolos v[n] son generados al azar por la S de la fuente, entonces el generador de impulso crea impulsos con un área de v[n]. Estos impulsos son enviados al filtro ht para ser enviados por el canal. En otras palabras, para cada símbolo una onda portadora diferente es enviada con la amplitud relativa.
Fuera del transmisor, la señal s(t) puede expresarse de la siguiente forma:
{\displaystyle s(t)=\sum _{n=-\infty }^{\infty }v[n]\cdot h_{t}(t-nT_{s})}
En el receptor, después de la filtración a través del filtro hr (t) la señal obtenida es:
{\displaystyle z(t)=n_{r}(t)+\sum _{n=-\infty }^{\infty }v[n]\cdot g(t-nT_{s})}
Donde los valores {\displaystyle n_{r}(t)} y {\displaystyle g(f)} los obtenemos de la siguiente forma: 
{\displaystyle n_{r}(t)=n(t)*h_{r}(t)}
{\displaystyle g(t)=h_{t}(t)*h_{c}(t)*h_{r}(t)}
En esta relación, el segundo término representa el símbolo para ser extraído. Los demás son valores no deseados: el primer es el efecto de ruido, el segundo es debido a la interferencia del intersímbolo.
Si los filtros son escogidos de modo que la señal g(t) satisfaga el criterio Nyquist (ISI=0), entonces no habrá ninguna interferencia de intersímbolo y el valor de la suma será cero, de forma que:
{\displaystyle z[k]=n_{r}[k]+v[k]g[0]}
la transmisión sólo puede ser afectada por la señal del ruido.

### Probabilidad de error
Es posible demostrar que la posibilidad de que se produzca un error (esto es, un símbolo es interpretado en recepción con valor distinto a como se envió) es:
{\displaystyle P_{e}=\left(1-{\frac {1}{L}}\right)\cdot {\mbox{erfc}}\left({\frac {A\cdot G_{T}}{{\sqrt {2}}(L-1)\sigma _{N}}}\right)}
donde {\displaystyle {\mbox{erfc}}(\cdot )} es la función de error complementario, {\displaystyle G_{T}} es la ganancia total del sistema y {\displaystyle \sigma _{N}} es la desviación estándar del ruido. Esta relación es válida cuando no hay interferencia entre símbolos.